# Horst Rumpf
Horst Rumpf (* 1. Mai 1930 in Darmstadt; † 11. Februar 2022 ebenda) war ein deutscher Pädagoge und Professor für Erziehungswissenschaft an der Universität Frankfurt am Main.

## Leben
Rumpf wuchs in Darmstadt auf und besuchte das altsprachliche Ludwig-Georgs-Gymnasium. Sein Studium der Germanistik, Geschichte und Theologie in Mainz, München und Frankfurt/M. führte ihn erst acht Jahre lang in den Lehrerberuf, danach als Dozent an verschiedene Universitäten (Frankfurt/M., Konstanz, Innsbruck). Rumpf war ab 1960 über 20 Jahre ständiger Gast in den Seminaren von Martin Wagenschein an der TH Darmstadt, der sein wichtigster Lehrer wurde. Wichtige Lernerfahrungen brachten ihm die Theaterjahre in Darmstadt unter Gustav Rudolf Sellner in den fünfziger Jahren (Schauspiel) und die Jahre der Oper Frankfurt unter Michael Gielen zwischen 1975 und 1985. An der Universität Innsbruck war er von 1971 bis 1975 als Professor für Erziehungswissenschaft, ab 1975 (bis zur Emeritierung 1996) Professor am Fachbereich Erziehungswissenschaften der Goethe-Universität Frankfurt/Main, ab 1992 zudem auch Honorarprofessor an der Hochschule für Musik und Darstellende Kunst Frankfurt am Main.
Der Verband Deutscher Schulmusiker verlieh ihm 1994 die Kestenberg-Medaille. Die Schweizerische Wagenschein-Gesellschaft verlieh ihm 2006 den Wagenschein-Ehrenpreis. Horst Rumpf starb im Februar 2022 im Alter von 91 Jahren.

## Arbeitsschwerpunkte
- Schule und Unterricht im Prozess der Zivilisation
- Verstehen lehren und Verstehen lernen (kognitionstheoretische und pädagogische Aspekte)
- Ästhetische Erfahrung und ästhetische Erziehung
- Auseinandersetzung mit technokratisch und empirisch verkürzten Vorstellungen von Erziehung und Erziehungswissenschaft

Eine nur mit sich selbst beschäftigte Erziehungswissenschaft hat ihn nie interessiert.
Die phänomenologisch ausgerichtete theoretische Position in den Erziehungswissenschaften wird am deutlichsten umrissen in: Die Fruchtbarkeit der phänomenologischen Aufmerksamkeit für Erziehungswissenschaft und Erziehungspraxis, in Sinn und Erfahrung – Phänomenologische Methoden in den Humanwissenschaften. Hrsg. von Max Herzog und Carl F. Graumann. Heidelberg, Asanger 1991, S. 313–335.

## Veröffentlichungen (Auswahl)
Promoviert wurde er 1957 an der Universität Frankfurt/M. mit einer Arbeit über Die Deutung der Christusgestalt bei dem späten Hölderlin. Die erste seinerzeit weithin bekanntgewordene pädagogische Publikation:
- 40 Schultage – Tagebuch eines Studienrates. Braunschweig 1966/67. (3 Auflagen)
- Schule gesucht, Tagebuch eines Studienrats (2) ... aus einer erfundenen Schule. Braunschweig 1968.
- Scheinklarheiten – Sondierungen von Schule und Unterrichtsforschung. Braunschweig, Westermann 1972.
- Die künstliche Schule und das wirkliche Lernen. München, Ehrenwirth 1986.
- Mit fremdem Blick – Stücke gegen die Verbiederung der Welt. Weinheim, Beltz 1986.
- Unterricht und Identität. 3. Auflage, München, Juventa 1987.
- Die übergangene Sinnlichkeit. 3. Aufl. Weinheim-München, Juventa 1994. ISBN 978-3-7799-0559-2
- Belebungsversuche. Ausgrabungen gegen die Verödung der Lernkultur. Weinheim-München 1986.
- Didaktische Interpretationen. Weinheim und Basel, Beltz 1991. ISBN 978-3-407-25131-2
- ...Zäh am Staunen: Martin Wagenschein: Pädagogische Schriften zum Bestehen der Wissensgesellschaft. Herausgeber und Verfasser der Einführung, Kallmeyer, Seelze 2001.
- Diesseits der Belehrungswut – Pädagogische Aufmerksamkeiten. Juventa, Weinheim-München 2004.
- PISA und die Verödung ästhetisch gestimmter Sinnlichkeit. In: Carl-Peter Buschkühle/J. Fehlke (Hgg.): Mensch – Bilder – Bildung. Athena Verlag, Oberhausen 2005, S. 38–47
- Was hätte Einstein gedacht, wenn er nicht Geige gespielt hätte?: Gegen die Verkürzungen des etablierten Lernbegriffs. Beltz Juventa 2010 ISBN 978-3-7799-2237-7
- Theaterlernen: Sich einlassen auf fremde Welten. Schneider Hohengehren, 2013. ISBN 978-3-8340-1232-6